# ICC World Cricket League Division Four 2008
Die  ICC World Cricket League Division Four 2008 war die erste Ausgabe dieses One-Day-Cricket-Wettbewerbes und fand zwischen dem 4. und 11. Oktober 2008 in Tansania statt. Das Wettbewerb war Teil der ICC World Cricket League 2007–09. Im Finale setzte sich Afghanistan gegen Hongkong mit 57 Runs durch und beide zusammen mit Dänemark und Namibia qualifizierten sich für den ICC Cricket World Cup Qualifier 2009 in Südafrika.

## Teilnehmer
An dem Turnier haben insgesamt sechs Mannschaften teilgenommen. Davon qualifizierten sich die vier Absteiger der ICC World Cricket League Division Three 2007:
| - Fidschi - Hongkong | - Italien - Tansania |

Beim Turnier der fünften Division der World Cricket League im Jahr 2008 qualifizierten sich:
| - Afghanistan | - Jersey |

## Format
In einer Gruppenphase spielte jedes Team gegen jedes andere. Der Sieger eines Spiels bekam zwei Punkte, für ein Unentschieden oder No Result gab es einen Punkt. Die beiden Gruppenersten stiegen in den ICC World Cricket League Division Three 2009 und bestritten ein Finale. Die Dritt- und Viertplatzierten verblieben in Division Four und spielen in der ICC World Cricket League Division Four 2010. Die Fünf- und Sechstplatzierten stiegen in die Division Five ab und nahmen an dem ICC World Cricket League Division Five 2010 teil.

## Vorrunde
| Division Four | Sp. | S | N | NR | P  | NRR    |
| ------------- | --- | - | - | -- | -- | ------ |
| Afghanistan   | 5   | 5 | 0 | 0  | 10 | +1.329 |
| Hongkong      | 5   | 4 | 1 | 0  | 8  | +1.672 |
| Italien       | 5   | 3 | 2 | 0  | 6  | +0.907 |
| Tansania      | 5   | 1 | 4 | 0  | 2  | −0.658 |
| Jersey        | 5   | 1 | 4 | 0  | 2  | −0.912 |
| Fidschi       | 5   | 1 | 4 | 0  | 2  | −2.385 |

| 4. Oktober Scorecard | Daressalam | Afghanistan 132 (35.3/36)                    | – | Fidschi 52 (20.4/36) |
|                      |            | Afghanistan gewinnt mit 80 Runs (D/L method) |   |                      |

| 4. Oktober Scorecard | Daressalam | Hongkong 210-6 (41/41)                    | – | Italien 164-9 (41/41) |
|                      |            | Hongkong gewinnt mit 46 Runs (D/L method) |   |                       |

| 4. Oktober Scorecard | Daressalam | Tansania 142 (46.2)          | – | Jersey 108 (42.5) |
|                      |            | Tansania gewinnt mit 34 Runs |   |                   |

| 5. Oktober Scorecard | Daressalam | Afghanistan 203-9 (50)           | – | Jersey 81 (35.5) |
|                      |            | Afghanistan gewinnt mit 122 Runs |   |                  |

| 5. Oktober Scorecard | Daressalam | Italien 318-5 (50)           | – | Fidschi 64 (19.3) |
|                      |            | Italien gewinnt mit 254 Runs |   |                   |

| 5. Oktober Scorecard | Daressalam | Hongkong 255 (49)             | – | Tansania 121 (40.4) |
|                      |            | Hongkong gewinnt mit 134 Runs |   |                     |

| 7. Oktober Scorecard | Daressalam | Hongkong 233-7 (50)           | – | Fidschi 104 (30.1) |
|                      |            | Hongkong gewinnt mit 129 Runs |   |                    |

| 7. Oktober Scorecard | Daressalam | Italien 171 (46.5)                       | – | Jersey 121 (33.3/36) |
|                      |            | Italien gewinnt mit 21 Runs (D/L method) |   |                      |

| 7. Oktober Scorecard | Daressalam | Afghanistan 143 (46.3)                      | – | Tansania 130 (44.2/46) |
|                      |            | Afghanistan gewinnt mit 8 Runs (D/L method) |   |                        |

| 8. Oktober Scorecard | Daressalam | Hongkong 206-9 (50)               | – | Afghanistan 209-6 (49.4) |
|                      |            | Afghanistan gewinnt mit 4 Wickets |   |                          |

| 8. Oktober Scorecard | Daressalam | Jersey 228-4 (40/40)       | – | Fidschi 149 (33.4/40) |
|                      |            | Jersey gewinnt mit 79 Runs |   |                       |

| 8./9. Oktober Scorecard | Daressalam | Tansania 135 (45.3)           | – | Italien 136-1 (36.1) |
|                         |            | Italien gewinnt mit 9 Wickets |   |                      |

| 10. Oktober Scorecard | Daressalam | Afghanistan 234 (50)            | – | Italien 141 (44.4) |
|                       |            | Afghanistan gewinnt mit 93 Runs |   |                    |

| 10. Oktober Scorecard | Daressalam | Hongkong 234 (49.5)           | – | Jersey 134 (50) |
|                       |            | Hongkong gewinnt mit 100 Runs |   |                 |

| 10. Oktober Scorecard | Daressalam | Fidschi 182 (49.3)         | – | Tansania 178 (49.3) |
|                       |            | Fidschi gewinnt mit 4 Runs |   |                     |

## Platzierungsspiele

### Spiel um Platz 5
| 11. Oktober Scorecard | Daressalam | Fidschi 199 (49.4)          | – | Jersey 172 (46.2) |
|                       |            | Fidschi gewinnt mit 27 Runs |   |                   |

### Spiel um Platz 3
| 11. Oktober Scorecard | Daressalam | Italien 203-9 (50)          | – | Tansania 133 (41.3) |
|                       |            | Italien gewinnt mit 70 Runs |   |                     |

### Finale
| 11. Oktober Scorecard | Daressalam | Afghanistan 179 (49.4)          | – | Hongkong 122 (45) |
|                       |            | Afghanistan gewinnt mit 57 Runs |   |                   |

## Abschlusstabelle
| Pos | Team        | Anmerkung                                                 |
| --- | ----------- | --------------------------------------------------------- |
| 1   | Afghanistan | Aufstieg zur ICC World Cricket League Division Three 2009 |
| 2   | Hongkong    | Aufstieg zur ICC World Cricket League Division Three 2009 |
| 3   | Italien     | Verbleib in ICC World Cricket League Division Four 2010   |
| 4   | Tansania    | Verbleib in ICC World Cricket League Division Four 2010   |
| 5   | Fidschi     | Abstieg zur ICC World Cricket League Division Five 2010   |
| 6   | Jersey      | Abstieg zur ICC World Cricket League Division Five 2010   |